# Frank Coyle
Frank Coyle, auch Frank James Coyle, (* 2. November 1886 in Chicago; † 20. Februar 1947 ebenda) war ein US-amerikanischer Stabhochspringer.
1911 wurde er US-Meister mit seiner persönlichen Bestleistung von 3,81 m.
Bei den Olympischen Spielen 1912 in Stockholm wurde er mit 3,65 m Achter.
Frank Coyle war Absolvent der University of Chicago.